# 提頓 (愛達荷州)
提頓（英語：Teton）是一個位於美國愛達荷州弗里蒙特縣的城市。

## 地理
提頓的座標為43°53′16″N 111°40′09″W / 43.88778°N 111.66917°W，而該地的平均海拔高度為1502米（即4928英尺）。

## 人口
根據2010年美國人口普查的數據，提頓的面積為1.79平方千米，當中陸地面積為1.79平方千米，而水域面積為0.00平方千米。當地共有人口735人，而人口密度為每平方千米410.61人。